# Herberto II de Maine
Herberto II (fallecido el 9 de marzo de 1062) fue el conde de Maine entre 1051 y 1062. Era un hugónida, hijo de Hugo IV de Maine y Berta de Blois.
A la muerte de Hugo IV Godofredo Martel, conde de Anjou ocupó Maine, expulsando a Berta de Blois y Gervais de Château du Loir, obispo de Le Mans, quien huyó a la corte de Normandía.
En 1056, Herberto escapó de Le Mans, y él mismo acudió a la corte de Guillermo, duque de Normandía. Allí su hermana Margarita estaba prometida con Roberto II de Normandía, pero murió antes de que tuviera lugar el matrimonio.. Herberto prestó homenaje a Guillermo por su dominio de Maine, y le hizo su heredero.